# ENDLESS RAIN
是日本摇滚乐队X（即后来的X Japan）的第4张（主流发行第2张）单曲，由塞壬之歌唱片与CBS索尼唱片于1989年12月1日在日本国内外发行。

## 收录歌曲
| 曲序     | 曲目         | 时长  |
| -------- | ------------ | ----- |
| 1.       | ENDLESS RAIN | 6:35  |
| 2.       | X（现场版）  | 9:40  |
| 总时长： | 总时长：     | 16:25 |

## 制作团队
| - 演唱：Toshi - 吉他：Pata - 吉他：Hide - 贝斯：Taiji - 钢琴 / 爵士鼓：Yoshiki | - 录音工程师： / 宫岛哲博 / 阿部充泰 - 混音工程师：松本元成 - 助理工程师： / 山田直树 / 中村昭子 / 香椎茂树 / 岩田光正 - 管弦乐编曲：齐藤Neko |

## 专辑收录
| 歌曲名                               | 收录专辑       | 专辑发行日期   | 专辑类型   | 专辑内曲序 |
| ------------------------------------ | -------------- | -------------- | ---------- | ---------- |
|                                      | 《BLUE BLOOD》 | 1989年4月21日  | 录音室专辑 | #6         |
| 《X SINGLES》                        | 1993年11月21日 | 精选专辑       | #3         |            |
| 《B.O.X～Best of X～》               | 1996年12月1日  | 精选专辑       | #6         |            |
| 《BALLAD COLLECTION》                | 1997年12月19日 | 精选专辑       | #3         |            |
| 《STAR BOX》                         | 1999年1月30日  | 精选专辑       | #4         |            |
| 《X JAPAN BEST ～FAN'S SELECTION～》 | 2001年12月19日 | 精选专辑       | #3         |            |
| X（现场版）                          | 《》           | 1993年11月21日 | 精选专辑   | #4         |

## 音乐录影带
《ENDLESS RAIN》一共制作了两支音乐录影带。第一支被收录在1989年发行的影音专辑《》内；第二支则收录在于2010年9月6日发行的高级原装DVD内。第二支MV由拉塞尔·托马斯（Russell Thomas）执导，画面素材主要采用了X Japan在加利福尼亚州好莱坞柯达剧场的现场表演；同时音频部分也加入了现场观众的声音。

## 翻唱版本
日本创作歌手安洁拉亚季、中国香港歌手郭富城、韩国歌手金钟国等都在自己的演唱会上翻唱过这首歌曲。
2007年，在枪与玫瑰的日本公开演出上，吉他手理查德·福特斯在独奏环节弹奏了这首歌的副歌部分。
2008年，中村亚裕美翻唱了这首歌曲并收录在她的专辑《VOICE》里。
2020年，在第71回NHK红白歌合战上，采用现场直播YOSHIKI钢琴伴奏并通过卫星全球转播莎拉·布莱曼、皇后乐队的布赖恩·梅和罗杰·泰勒及多组日本歌手（如：SixTONES、BABYMETAL、LiSA、milet等）共同演唱的方式表演了这首歌曲。